# 수렌 날반댠
수렌 루베노비치 날반댠(러시아어: Суре́н Рубе́нович Налбандя́н, 아르메니아어: Սուրեն Ռուբենի Նալբանդյան 수렌 루베니 날반디얀, 1956년 6월 3일~)는 소련의 레슬링 선수이다. 1976년 하계 올림픽 그레코로만형 라이트급에서 금메달을 획득했다.